# Dazed and Confused
Pour l’article homonyme, voir Dazed & Confused.
Dazed and Confused est une chanson composée par l'auteur-compositeur-interprète américain Jake Holmes pour son premier album studio "The Above Ground Sound" of Jake Holmes paru en juin 1967 sur le label Tower Records, puis réarrangée par le guitariste Jimmy Page avec les Yardbirds et finalement enregistrée avec son nouveau groupe Led Zeppelin pour leur premier album intitulé Led Zeppelin publié le 12 janvier 1969 par Atlantic Records. Accusé de violation de droits d'auteur par Jake Holmes en juin 2010, Jimmy Page passe un accord à l'amiable avec le musicien folk en janvier 2012 pour mettre fin à la procédure.

## Chanson de Jake Holmes
Pistes de "The Above Ground Sound" of Jake Holmes
Genuine Imitation Life
(5 [face A]) Penny's
(2)
Dazed and Confused est une chanson composée par l'auteur-compositeur-interprète américain Jake Holmes pour son premier album studio "The Above Ground Sound" of Jake Holmes (en) paru en juin 1967 sur le label Tower Records. Comme les autres chansons de l'album, la batterie y est absente. Elle est entièrement enregistrée par Jake Holmes à la guitare, au clavier et au chant, Ted Irwin à la guitare et Rick Randle à la basse,. La chanson est alors incorrectement étiquetée comme un conte sur un bad trip au LSD. Jake Holmes confirme lui-même que ce n'est pas le cas en 2001 dans une interview accordée au magazine Shindig!. Il déclare « n'avoir jamais touché au LSD. Fumé de l'herbe et déliré grâce à elle, oui, mais jamais du LSD. J'avais peur d'en prendre. La chanson est à propos d'une fille qui n'a pas encore décidé si elle veut rester avec moi ou non. C'est en gros une chanson d'amour ».
En juin 2010, Jake Holmes poursuit en justice Jimmy Page, le guitariste de Led Zeppelin, pour violation de copyright, prétendant avoir écrit et enregistré Dazed and Confused deux ans avant son apparition sur le premier album de Led Zeppelin. Parmi les preuves, Jake Holmes cite un enregistrement du droit d'auteur en 1967 pour la chanson et qui est renouvelé en 1995. L'affaire (CAS N° CV10-4789-DMG-PJW) est « rejetée avec préjudice » à la demande du demandeur en janvier 2012, sans doute parce que les parties se sont arrangées à l'amiable.

## Arrangements avec les Yardbirds
En 1967, lors de la tournée du groupe britannique de rock Yardbirds aux États-Unis, Jake Holmes fait leur première partie au Greenwich Village le 25 août. Les Yardbirds sont inspirés par sa prestation et décident d'écrire une chanson nommée I'm Confused basée sur la mélodie que Jake Holmes utilise dans Dazed and Confused. La nouvelle composition comporte de longs passages instrumentaux joués par Jimmy Page à la guitare et un bouquet final instrumental dynamique. Le guitariste déclare que l'idée d'utiliser un archet de violon sur sa guitare lui vient d'un violoniste nommé David McCallum, Sr. qu'il a rencontré en 1966 en studio d'enregistrement. Le morceau, dont on peut noter une légère influence orientale, devient rapidement un titre phare lors des concerts des Yardbirds. La chanson n'a jamais été enregistrée officiellement bien qu'une version live, faite le 30 mars 1968, soit présente sur l'album Live Yardbirds: Featuring Jimmy Page. C'est d'ailleurs le seul titre qui n'est pas crédité d'un auteur. Une autre version, enregistrée lors de l'émission française Bouton Rouge présentée par Pierre Lattès le 9 mars 1968, est présente sur la compilation Cumular Limit sortie en 2000. La chanson est créditée à Jake Holmes et arrangée par les Yardbirds.

## Chanson de Led Zeppelin
Pistes de Led Zeppelin
You Shook Me
(3) Your Time Is Gonna Come
(5)
Dazed and Confused est une chanson du groupe britannique de rock Led Zeppelin publiée sur leur premier album le 12 janvier 1969 par Atlantic Records.
Lorsque les Yardbirds se séparent en 1968, Jimmy Page décide cette fois d'enregistrer la chanson avec son nouveau groupe Led Zeppelin. Le titre initial I'm confused est alors renommé Dazed and Confused. Selon le bassiste John Paul Jones, il a entendu le morceau pour la première fois lors de leur première répétition au Gerrard Street à Londres en 1968. « Jimmy nous jouait des riffs à la première répétition et disait « C'est une chanson que je voudrais qu'on fasse » » La version de Led Zeppelin est enregistrée en octobre 1968 aux studios Olympic de Londres et elle figure sur leur premier album. Celle-ci n'est pas créditée à Jake Holmes. Jimmy Page utilise le même titre, écrit de nouvelles paroles et change suffisamment la mélodie pour échapper à un procès pour plagiat de sa part. Les arrangements de la chanson restent cependant sensiblement similaires à ceux de la version réalisée par les Yardbirds l'année précédente,,. Alors que Jake Holmes ne prend aucune mesure sur le moment, il contacte plus tard Jimmy Page pour évoquer la question mais celui-ci ne lui répond pas. C'est l'une des trois chansons de Led Zeppelin sur lesquelles Jimmy Page se sert d'un archet pour jouer de la guitare, les autres étant How Many More Times et In the Light.

### Interprétation scénique
Durant les premières tournées de Led Zeppelin, le morceau devient une pièce maîtresse du groupe avant le succès de Whole Lotta Love de leur deuxième album Led Zeppelin II. La version live dure souvent vingt minutes au départ puis passe à plus de trente minutes par la suite. Cela permet au bassiste John Paul Jones et au batteur John Bonham des improvisations reprenant des riffs d'autres titres tel que The Crunge, Walters Walk, Woodstock de Joni Mitchell ou San Francisco de Scott McKenzie. Dazed and Confused est aussi célèbre pour son passage joué à l'archet, que ce soit en studio ou en concert, qui marque une pause psychédélique juste avant d'entrer dans un solo de guitare endiablé.

### Postérité
Dazed and Confused fait partie des « 500 chansons qui ont fait le rock and roll » du Rock and Roll Hall of Fame.
La chanson sert également de base pour le titre du film Génération rebelle (Dazed and Confused est le titre original) de 1993 qui raconte la vie de jeunes américains lors de leur dernier jour d'école secondaire en 1976. Cependant, elle ne figure pas sur la bande originale du film. Le réalisateur, Richard Linklater, fait appel aux membres de Led Zeppelin pour utiliser certaines de leurs chansons dans le film. Jimmy Page accepte mais Robert Plant refuse.
Dans la série télévisée Les Simpson, l'émission de Itchy et Scratchy dans l'épisode Le Roi du dessin animé en 1993 porte pour nom Dazed and Contused, un jeu de mots évident sur la chanson. Un nouveau jeu de mots, Abraised and Contused, est fait dans l'épisode Bart a deux mamans de 2006, où Ned Flanders se surnomme Ned Zeppelin. En 2012, la chanson ouvre le dernier épisode de la saison 5 de Californication où le personnage principal, Hank Moody, rêve qu'il est en enfer.
Le morceau apparaît dans la série VeHagim Shabatot, dans l'épisode Air Guitar de 2003.

### Personnel
- Jimmy Page – guitare
- Robert Plant – chant
- John Paul Jones – basse
- John Bonham – batterie

### Ouvrages
1. ↑  (en) Chris Welsh, Led Zeppelin" Songs : Dazed and Confused (The stories behind every song), Carlton, 3 avril 1998, 160 p. (ISBN 978-1-85868-340-9), p. 23
2. ↑  (en) Livret de l'album Live Yardbirds: Featuring Jimmy Page (Epic E 30615)
3. ↑  (en) Livret de l'album Cumular Limit

### Autres sources
1. ↑  (en) Will Shade, « Dazed and Confused: The Incredibly Strange Saga of Jake Holmes », sur furious.com (consulté le 21 août 2010)
2. 1 2  (en) « Review of The Above Ground Sound of Jake Holmes », sur allmusic.com (consulté le 14 octobre 2012)
3. ↑  (en) Will Shade, « A Tune's Twisted Tale » [PDF], sur lib.store.yahoo.net (consulté le 11 mars 2009)
4. ↑  (en) Sean Michaels, « Led Zeppelin sued for alleged plagiarism of Dazed and Confused », The Guardian,‎ 30 juin 2010 (lire en ligne)
5. ↑  (en) « Jake Holmes v. James Patrick Page et al - Document 27 » [PDF], sur docs.justia.com (consulté le 14 octobre 2012)
6. ↑  (en) Michael Kaufman, « Yardbirds Complete 6th Mission to Expand Young Minds in U.S. », The New York Times,‎ 28 août 1967, p. 36
7. ↑  (en) « Yardbirds, The – Live Yardbirds (Featuring Jimmy Page) », sur discogs.com (consulté le 14 octobre 2012)
8. ↑  (en) « The Yardbirds sur le plateau de Bouton Rouge », sur ina.fr (consulté le 14 octobre 2012)
9. ↑  (en) Mat Snow, « Apocalypse Then », Q,‎ décembre 1990, p. 77
10. ↑  (en) Will Hodgkinson, Song Man : A Melodic Adventure, Or, My Single-Minded Approach to Songwriting, Bloomsbury Publishing PLC, 4 juin 2007, 304 p. (ISBN 978-0-7475-8495-7), p. 129
11. ↑  (en) Scott Schinder et Andy Schwartz, Icons of Rock : An Encyclopedia of the Legends Who Changed Music Forever (Greenwood Icons), Westport, Conn., Greenwood Press, 31 décembre 2007, 680 p. (ISBN 978-0-313-33845-8, lire en ligne), p. 385
12. ↑  (en) Robert Cochrane, « Theft As Ownership », sur hippy.com, 17 septembre 2008 (consulté le 10 mars 2009)
13. ↑  (en) « Led Zeppelin Assorted Info », sur led-zeppelin.org (consulté le 14 octobre 2012)
14. ↑  (en) « Shabatot VeHagim's "Air Guitar" », sur imdb.com (consulté le 14 octobre 2012)